# Rue Porte-Neuve
La rue Porte-Neuve est une voie de Nantes, en France.

## Situation et accès
Située dans le quartier Hauts-Pavés - Saint-Félix, la rue est bitumée, ouverte à la circulation automobile. Longue de 80 mètres, elle prolonge la rue du Marchix pour aboutir place Viarme.

## Origine du nom
La rue doit son nom à la porte qui, entre les XVe et XVIIIe siècles, permettait l'accès à la ville et plus particulièrement au quartier du Marchix.

## Historique
Le couvent des Cordelières Sainte-Elisabeth est fondé en 1632 entre les actuelles rues d'Erlon, Porte-Neuve, de l'Industrie et Mercœur. La Révolution met fin à l'activité de l'établissement, qui est démembré et vendu, en nombreuses parcelles, à des propriétaires privés.
La porte fortifiée qui commandait l'entrée de la ville à cet endroit est démolie en 1743.
Durant la Révolution, elle porta également le nom de « rue Cassius ».
Le quartier du Marchix environnant la rue était constitué en grande partie de logements insalubres. Dans les années 1930, un programme d'assainissement du secteur fut entrepris, mais la Seconde Guerre mondiale freine le projet. Les bombardements des 16 et 23 septembre 1943 ravagent le quartier. L'architecte Michel Roux-Spitz, chargé de la reconstruction de la ville, reprend le projet de rénovation du quartier.
Ainsi, des constructions sont rasées dans les années 1950 pour permettre l'élargissement de l'artère. En 1956, un immeuble est édifié à l'angle de la place Viarme, afin d'y accueillir la caisse d'allocations familiales qui s'y installe deux ans plus tard. Elle y restera durant une trentaine d'années avant de s'installer dans le quartier Breil - Barberie.
Depuis 2000, la rue est parcourue par la ligne 3 du tramway.